# Xylopia amoena
Xylopia amoena este o specie de plante angiosperme din genul Xylopia, familia Annonaceae, descrisă de Robert Elias Fries. Conform Catalogue of Life specia Xylopia amoena nu are subspecii cunoscute.